# Украинский театр
Первые упоминания о театральных постановках на территории Украины относятся ко второму десятилетию XVII века. 
Становление классической украинской драматургии связано с именами Ивана Котляревского и Григория Квитки-Основьяненко. 
Во второй половине XIX века на Украине распространился любительское театральное движение, на театральной сцене появилась когорта талантливых актёров. 
За годы независимости на Украине появилось много новых театров. Сейчас на Украине ежегодно проходит ряд международных театральных фестивалей.

## Зарождение и становление
Первые упоминания о театральных постановках на территории Украины относятся ко второму десятилетию XVII века. Привнесены они были с Запада иезуитами, но были быстро усвоены братскими и другими украинскими школами и широко использовались в том числе и для борьбы с иезуитской пропагандой, отстаивая православие и украинскую народность.
Самыми старыми театральными произведениями, тексты которых дошли до наших дней, считаются две интермедии к драме Якуба Гавантовича (1619 год) и декламация на Рождество Христово, исполненная в честь львовского епископа Иеремии Тисаровского (не позднее 1615 года). Первой известной постановкой украинского театра считаются две украинские интермедии, исполненные в перерывах польской трагедии в честь смерти Иоанна Крестителя 29 августа 1619 года на ярмарке неподалёку от Львова.
В XVII-XVIII веке широкий размах получили вертепы — странствующие театры марионеток, которые выполняли рождественские драмы и социально-бытовые интермедии.

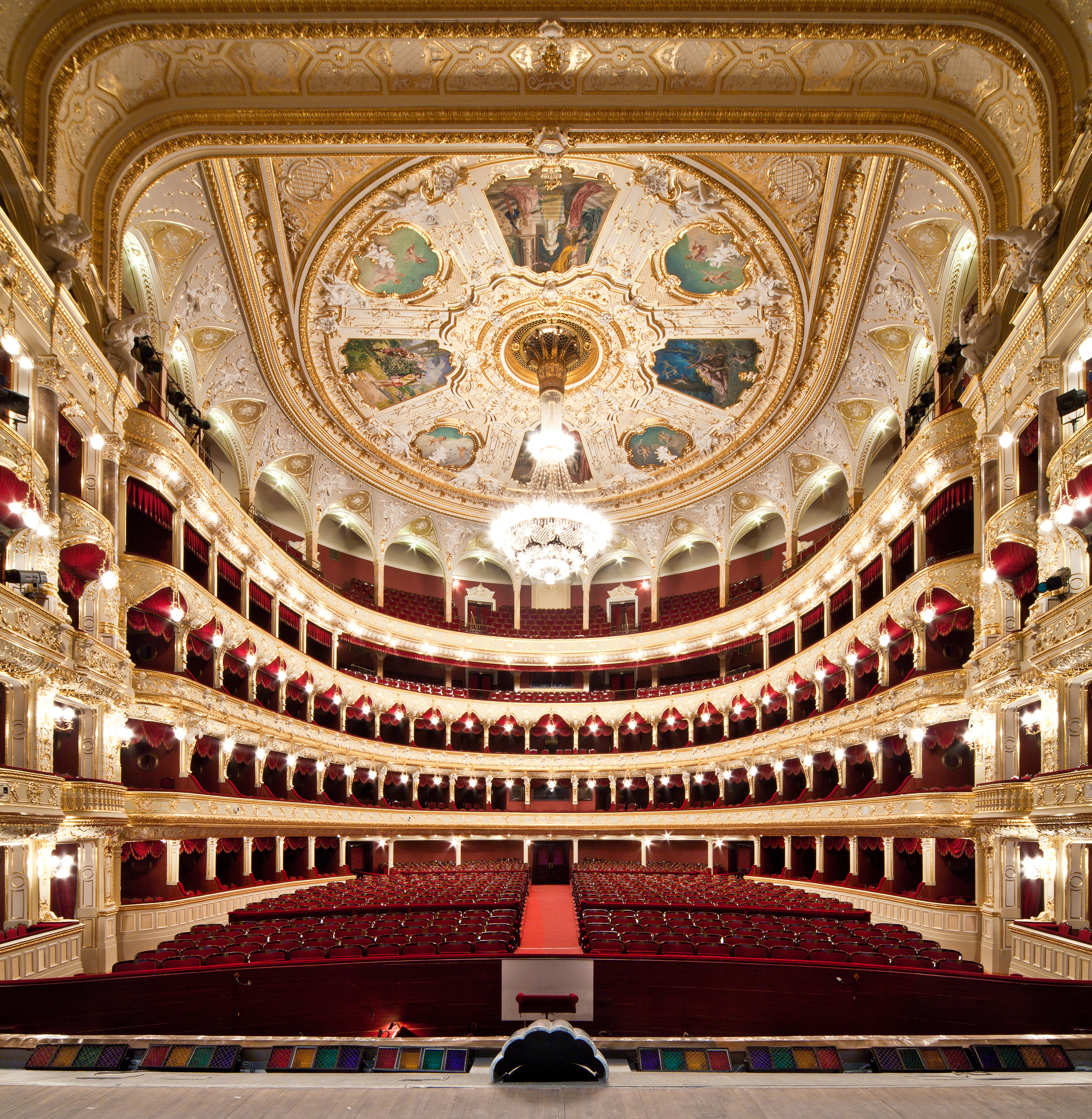
Одесский национальный академический театр оперы и балета

В 1795 году был открыт первый на Украине стационарный театр во Львове, в бывшем костёле иезуитов. В Приднепровье, где первые театральные труппы родились также в XVIII веке, процесс открытия стационарных театральных сооружений продвигался медленнее. Так, в Киеве первый стационарный театр появился в 1806 году, в Одессе — в 1809, в Полтаве — в 1810.
Становление классической украинской драматургии связано с именами Ивана Котляревского, который возглавил театр в Полтаве, и Григория Квитки-Основьяненко, основоположника художественной прозы в новой украинской литературе. Бурлеск и экспрессивность, наряду с живописностью и юмором, которые характерны для их произведений, надолго определили лицо академического театра на Украине.
Во второй половине XIX века на Украине распространился любительское театральное движение. В любительских кружках начинали деятельность корифеи украинского театра — драматурги и режиссёры Михаил Старицкий, Марк Кропивницкий и Иван Карпенко-Карый. Заслуга быстрого развития театра принадлежит также выдающейся семье Тобилевичей, члены которой выступали под сценическими псевдонимами Ивана Карпенко-Карого, Николая Садовского и Панаса Саксаганского. Каждый из них не только создал собственную труппу, но и был выдающимся актёром и режиссёром. Путеводной звездой украинского театра того времени была Мария Заньковецкая.

## XX век
Новый период в истории национального театра начался в 1918 году, когда созданный в Киеве в 1917 году Государственный драматический театр (укр. Державний драматичний театр) получил значительную финансовую поддержку со стороны правительства гетмана Скоропадского. Также большое влияние на развитие театрального искусства оказали «Молодой театр» (укр. «Молодий театр») (был основан в 1916 году как студия, с 1922 года — современный украинский театр «Березиль» (укр. «Березіль») Леся Курбаса и Гната Юры. На театральной сцене появилась когорта талантливых актеров — Амвросий Бучма, Марьян Крушельницкий, Олимпия Добровольская, Александр Сердюк, Наталия Ужвий, Юрий Шумский и другие.
Государственный драматический театр продолжал традиции реалистично-психологической школы. Зато «Молодой театр» отстаивал позиции авангардизма. С образованием театра «Березиль» его сцена стала своеобразным экспериментальной площадкой. Не случайно макеты театрального объединения «Березиль» получили золотую медаль на Всемирной театральной выставке в Париже в 1925 году. Здесь были впервые поставлены пьесы выдающихся украинских писателей и драматургов Николая Кулиша («Народный Малахий», «Мина Мазайло») и Владимира Винниченко («Базар», «Черная Пантера и Белый Медведь»). Благодаря гению Леся Курбаса, который объединил в себе таланты режиссёра, актёра, драматурга и переводчика мировой литературы, были по-новому осмыслены на украинской сцене произведения Уильяма Шекспира, Генриха Ибсена, Гергарта Гауптмана, Фридриха Шиллера и Мольера, осуществлены постановки неизвестных до этого украинскому зрителю пьес европейских драматургов.
Из творческого объединения «Березиль» берёт начало театральная библиотека, театральный музей и первый театральный журнал. К экспериментальным поискам Леся Курбаса до сих пор обращаются современные художники. В наше время в Киеве проходит международный театральный фестиваль «Художественное Березилля», посвященный памяти Леся Курбаса, который был арестован 25 декабря 1933 года и расстрелян в урочище Сандормох в ноябре 1937 года.
На Закарпатье в условиях значительного притока интеллигенции с ЗУНР и УНР из-за потери государственности был создан в частности Русский театр, который возглавил Николай Садовский.

## XXI век
За годы независимости на Украине появилось много новых театров, возрастает интерес к народному и уличному театру. Украинское драматическое искусство всё активнее интегрируется в европейское культурное пространство. Мировое признание получил театральный режиссёр Роман Виктюк, творчество которого стало весомым вкладом в мировую театральную эстетику конца XX века. Известный далеко за пределами Украины и другой украинский режиссёр — Андрей Жолдак. Ряд талантливых актёров украинского театра, таких как Богдан Ступка, Наталья Сумская, Ада Роговцева, Анатолий Хостикоев и другие, с большим успехом снялись в отечественных и зарубежных фильмах.
Сейчас на Украине ежегодно происходит ряд международных театральных фестивалей, которые показали свой авторитет в Европе: 
«Киев майский» (укр. «Київ травневий») в Киеве, 
«Золотой Лев» (укр. «Золотий Лев»), 
«Лестница» (укр. «Драбина») и «Драма. UA» (укр. «Драма.UA») во Львове, 
«Тернопольские театральные вечера. Дебют» (укр. «Тернопільські театральні вечори. Дебют») в Тернополе, 
«Херсонесские игры» (укр. «Херсонеські ігри») в Севастополе, 
«Мельпомена Таврии» (укр. «Мельпомена Таврії») в Херсоне, 
«Рождественская мистерия» (укр. «Різдвяна містерія») в Луцке, 
«Интерлялька» (укр. «Інтерлялька») в Ужгороде.